# カプロニ CH.1
カプロニ CH.1
- 用途：戦闘機
- 設計者：Antonio Chiodi
- 製造者：カプロニ
- 初飛行：1935年5月
- 生産数：1機

カプロニ CH.1（Caproni CH.1）は、1935年に試作機が1機のみ製作されたイタリアの単座複葉戦闘機である。

## 設計
アントニオ・キオディ（Antonio Chiodi）は、1934年にカプロニ社の自社企画として新しい単座戦闘機の設計を開始した。「Chiodi」の名から「CH」を冠して命名されたCH.1は、全金属製構造材に羽布張りの空気力学的に洗練された外観の上下翼の翼幅が同一の複葉機で、降着装置はスパッツで覆われていた。コックピットは後方にスライドするキャノピーで覆われた密閉式であった。
キオディはCH.1に高度4,750 m (15,580 ft)での出力が581 kW (779 hp)のGnome-Rhône 14Kfs Mistral Major 14気筒星形エンジンを搭載しようと考えていたが、この機体は高度4,000 m (13,000 ft)での出力が417 kW (559 hp)のPiaggio Stella P.IX R.C.40 9気筒星形エンジンで3枚ブレードの可変ピッチプロペラを駆動するように製作された。
CH.1はプロペラ圏内を通して射撃する前方向きに固定された同調装置付きの7.7-ミリ (0.303-inch) ブレダSAFAT機関銃を2丁装備するように提案されていた。

## 運用の歴史
CH.1はキオディ自身の操縦で1935年5月に初飛行を行った。カプロニ社による試験が終了すると、7月から8月にかけてイタリア王立空軍がグイドーニア・モンテチェーリオでCH.1の試験を実施した。設計で意図していたものよりも低出力のエンジンを搭載していたにもかかわらず、CH.1は想定以上の上昇率を発揮した。
1935年8月に着陸中に上下逆さになる転覆事故を起こし損傷を受けたことでCH.1の試験は終了した。イタリア王立空軍は量産命令を出さず、それ以上の機体が製作されることはなかった。

## 要目 (CH.1)
出典: p. 108.
諸元
- 乗員: 1
- 全長: 7.19 m （23 ft 7 in）
- 全高: 2.90 m （9 ft 6 in）
- 翼幅: 8.60 m（28 ft 3 in）
- 翼面積: 19.00 m2 （204.5 ft2）
- 空虚重量: 1,400 kg （3,086 lb）
- 運用時重量: 2,000 kg （4,409 lb）
- 有効搭載量: kg （lb）
- 最大離陸重量: kg （lb）
- 動力: Piaggio Stella P.IX R.C.40 空冷 9気筒星型エンジン、417 kW （559 hp at 4,000 m (13,000 ft)）   × 1

性能
- 超過禁止速度: km/h （kt）
- 最大速度: 327 km/h  at sea level、377 km/h at 5,000 m （177 kn  at sea level、204 kn at 16,000 ft） 203 mph  at sea level、234 mph 16,000 ft
- 巡航速度: 380 km/h （205 kn） 236 mph
- 失速速度: km/h （kt）
- フェリー飛行時航続距離: km （海里）
- 航続距離: 1,000 km （540 nmi） 621 mi
- 実用上昇限度: m （ft）
- 上昇率: 5.51 m/s （1,085 ft/min）
- 離陸滑走距離: m （ft）
- 着陸滑走距離: m （ft）
- 翼面荷重: kg/m2 （lb/ft2）
- 馬力荷重（プロペラ）: kW/kg （lb/hp）

武装
- 固定武装: 2 × 前方固定 7.7 mm (.303 in) ブレダSAFAT機関銃